# Pic à dos rayé
Picoides dorsalis
Espèce
Le Pic à dos rayé (Picoides dorsalis) est une espèce d'oiseaux appartenant à la famille des Picidae.

## Répartition
Cet oiseau vit au Canada et aux États-Unis.